# Стеарат кадмия
Стеарат кадмия — органическое соединение,
соль кадмия и стеариновой кислоты с формулой Cd(C18H35O2)2,
бесцветные (белые) кристаллы,
не растворяется в воде. Это токсичное и канцерогенное вещество, как и остальные органические и неорганические соединения кадмия.

## Получение
- Обменная реакция между сульфатом кадмия и стеаратом натрия:

{\displaystyle {\mathsf {CdSO_{4}+2NaC_{18}H_{35}O_{2}\ {\xrightarrow {}}\ Cd(C_{18}H_{35}O_{2})_{2}\downarrow +Na_{2}SO_{4}}}}

## Физические свойства
Стеарат кадмия образует бесцветные (белые) кристаллы.
Не растворяется в воде, растворяется в горячих этаноле и эфире.

## Химические свойства
- Разлагается сильными кислотами:

{\displaystyle {\mathsf {Cd(C_{18}H_{35}O_{2})_{2}+H_{2}SO_{4}\ {\xrightarrow {}}\ CdSO_{4}+2C_{17}H_{35}COOH}}}

## Применение
- Пластификатор для пластмасс и резины.
- Краситель для фарфора.
- Изготовление люминофоров.